# Ifti Nasim
Ifti Nasim (1946 – 22 de julio de 2011) fue un poeta gay estadounidense de origen pakistaní. Nacido en Pakistán, se trasladó a Estados Unidos para escapar la persecución por su orientación sexual. Se hizo conocido localmente por la fundación de la organización Sagat, en apoyo a la juventud LGBT de origen asiático, e internacionalmente por su publicación de Narman, una colección de poesía que fue la primera en expresar abiertamente temas homosexuales en lengua urdú.

## Vida
Nasim nació en Lyallpur, en la India británica (en la actualidad, Faisalabad en Pakistán) poco antes de la independencia, en una familia numerosa. Como adolescente se sintió aislado y solo, y no le fue posible vivir abiertamente como gay; a los 21 emigró de Pakistán hacia EE. UU., inspirado en parte por un artículo de la revista Life, que recuerda que describía los EE. UU. como «el lugar en el que estar para los gais». Varios de sus hermanos le siguieron posteriormente a los EE. UU. y finalmente se hizo ciudadano americano.
Ifti Nasim murió en el hospital en Chicago el 22 de julio de 2011 de un ataque al corazón a los 64 años.

## Poesía
La publicación por la que Ifti Nasim es más conocido, es el libro de poesía llamado Narman, una palabra que significa «hermafrodita» o «medio hombre, medio mujer» en persa. La publicación levantó inmediatamente una polémica en Pakistán y tuvo que ser distribuido de forma clandestina; incluso el impresor, dándose cuenta tarde del contenido, parece haber gritado «¡llevaos estos impíos y sucios libros de mi lado o los quemaré!» Sin embargo, la franqueza de Nasim inspiró a una generación más joven de pakistaníes a escribir poesía «honesta», un género que viene a ser conocido como poesía «narmani».
Más tarde publicó Myrmecophile («Mirmecófilo») en 2000 y Abdoz en 2005.